# Henri Gourdon
Ne doit pas être confondu avec Henri Gourdon de Genouillac.
Henri Émile Gourdon, né le 25 avril 1876 à Paris et mort le 3 mai 1943 dans la même ville, est un directeur de l'École coloniale et un inspecteur général de l'instruction publique en Indochine.

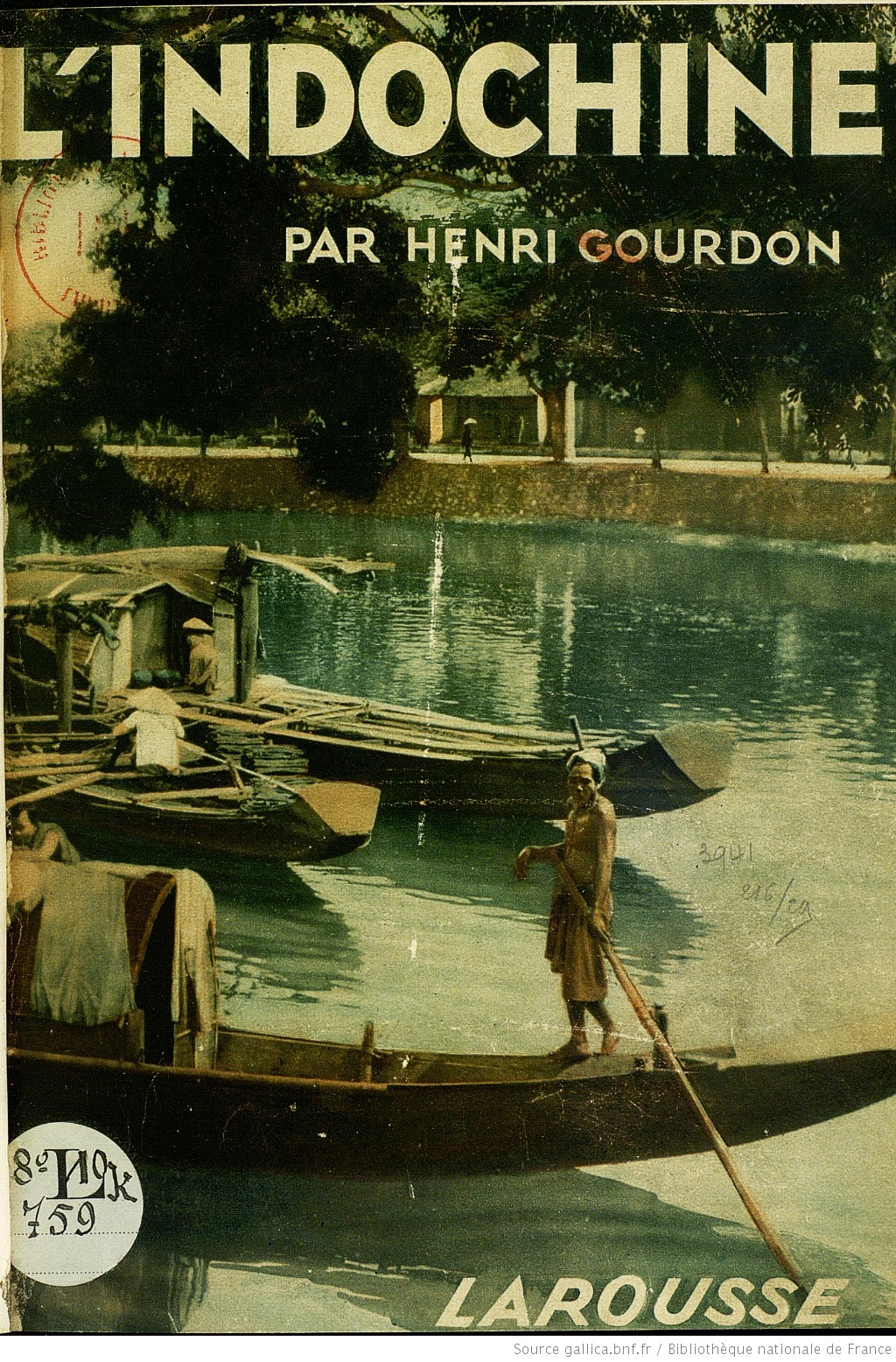

## Biographie

### Jeunesse et études
Henri Gourdon est  élève du collège Chaptal où il obtient le baccalauréat ès sciences en  1894 et le premier  prix de dissertation française au Concours général. En 1895, il est reçu premier au concours d'entrée à l'École normale supérieure de Saint-Cloud. En 1897, il est à nouveau premier au certificat d'aptitude au professorat des écoles normales (lettres). Il obtient la même année une licence d'histoire. Puis il accomplit son service militaire en 1897-1898. Grâce à une bourse du ministère de l'instruction publique, il passe un an (1898-1899) en Allemagne à l'université de Munich. 

### Parcours professionnel
Il revient pour occuper un poste de professeur de lettres à l'École normale de Beauvais. En 1905, il est détaché en qualité de directeur général de l'instruction publique en Indochine, puis, en 1909, il est nommé inspecteur-conseil de l'enseignement en Indochine.
Lors la Première Guerre mondiale, il est mobilisé d'août 1914 à février 1918. Il revient grand mutilé, il a perdu un bras. Il ne retourne pas en Indochine mais est chargé de diverses fonctions en métropole : inspecteur général de l'enseignement en Indochine, préparation d'expositions « coloniales » : Marseille, Paris, Arts décoratifs, Bordeaux, Grenoble, Anvers. Il est représentant du ministre des colonies auprès de l'Office national du tourisme.
Il tente une carrière politique en étant candidat aux élections législatives de 1924 à Bordeaux mais échoue. Il récidive en étant candidat en Cochinchine en 1927 mais échoue à nouveau.
En 1931, il assure deux enseignements à l'École libre des sciences politiques : Les problèmes économiques aux colonies et Questions politiques et économiques relatives à l'Indo-chine française, à l 'Extrême-Orient et au Pacifique. En 1932, il est nommé directeur de l'École coloniale. 
Henri Gourdon est fondateur et directeur de la Bibliothèque franco-annamite, il est directeur de la Revue indochinoise (1906-1920) et de la Revue de l'enseignement colonial.
Il reçoit, en 1932, la médaille Henri d’Orléans de la Société de Géographie commerciale de Paris. Le général Brissaud-Desmaillet, rapporteur indique « son Indochine est un chef d’œuvre. Heureux seront les géographes, les commerçants, les industriels, les hommes d’affaires, les artistes, les chargés de mission , etc., qui auront lu cette attrayante encyclopédie indochinoise avant d’entreprendre un voyage d’études sur place... ».

## Distinctions
- Commandeur de la Légion d'honneur (30 avril 1926) (officier du 18 septembre 1921)
- Chevalier de l'ordre du Mérite agricole (1905) ;
- Grand croix de l'ordre du Dragon de l'Annam ;
- Grand officier de l'Ordre royal du Cambodge ;
- Commandeur de l'Ordre de Léopold de Belgique.

## Publications
- L'Indochine avec 140 héliogravures et 7 cartes,  Paris, Larousse, 1931, 224 p. lire en ligne sur Gallica
- L'Enseignement des indigènes en Indo-Chine Paris, 1910, lire en ligne sur Gallica
- L'art de l'Annam, Paris, 1933, E. de Boccard, 76 p.
- Le Tourisme en Indochine, Paris, 1920,  Agence économique de l'Indochine, 24 p.
- Guide aux ruines d'Angkor, illustrations d'après les croquis de George Groslier, notice historique par Georges Maspero, Saïgon, 1912